# Guilinggao

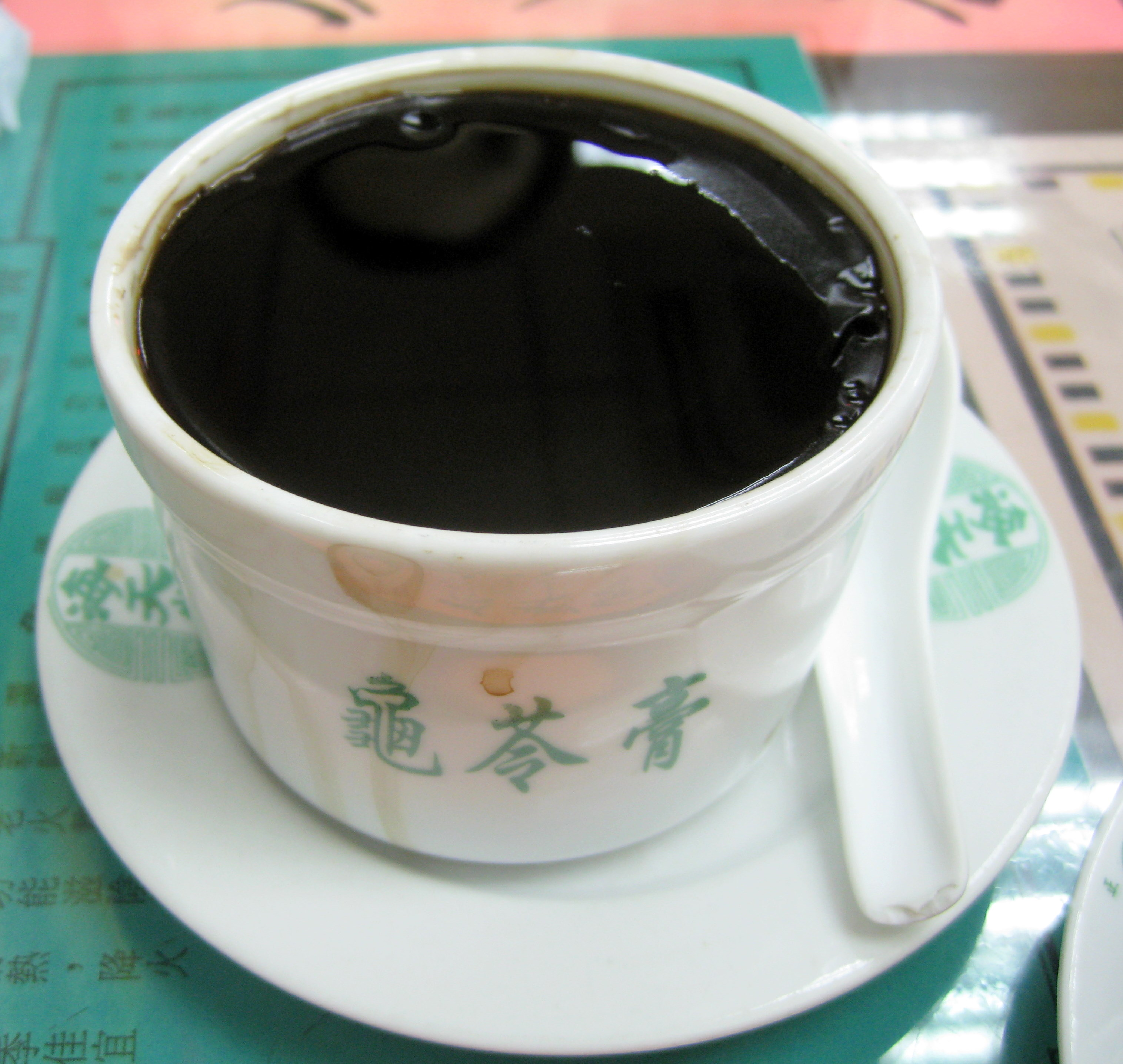
Guīlínggāo à Hong Kong.

Le guīlínggāo (chinois : 龟苓膏 ; pinyin : guī líng gāo ; litt. « pâte de tortue et pachyme ») est une gelée utilisée dans la médecine chinoise traditionnelle et parfois servie en dessert. Elle est fabriquée à l'aide de poudre de plastrons de tortues et d'herbes médicinales (principalement le Smilax glabra). Les tortues utilisées, les Cuora trifasciata étant menacées, des élevages de tortues se sont développés en Chine, ce qui n'empêche pas le guīlínggāo d'être toujours un produit coûteux.